# Hetta

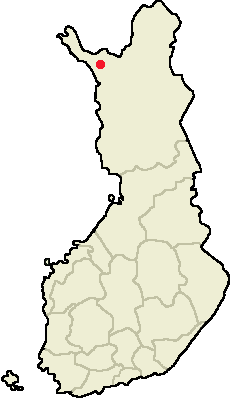
Lage von Hetta in Finnland

Hetta ['hɛtːɑ] (nordsamisch Heahttá) ist der Hauptort der Gemeinde Enontekiö in Finnisch-Lappland.
Hetta liegt am Ufer des Ounasjärvi-Sees im Südteil Enontekiös an der Kreuzung der Landstraße aus Palojoensuu und der aus dem norwegischen Kautokeino. Rund 530 der 1800 Einwohner der Gemeinde leben hier. In Hetta befinden sich die Gemeindeverwaltung, die Kirche Enontekiös, die wichtigsten Dienstleistungen, das Heimatmuseum von Enontekiö, das von der finnischen Forstbehörde (Metsähallitus) unterhaltene Natur- und Kulturzentrum Fjell-Lapplands sowie mehrere Tourismusbetriebe. Der Flughafen Enontekiö befindet sich sieben Kilometer westlich von Hetta. Hetta ist Ausgangspunkt eines 55 km langen Wanderweges durch den Nationalpark Pallas-Yllästunturi.
Die ersten finnischen Neusiedler ließen sich um das Jahr 1700 in Hetta nieder. Der Name soll auf eine Verkürzung von Hietaniemi zurückgehen. Hietaniemi, ein Dorf in Ylitornio, war der Heimatort des Neusiedlers Heikki Heikinpoika, der 1694 nach Hetta kam. Hetta blieb ein kleiner und unbedeutender Ort, ehe Mitte des 19. Jahrhunderts beschlossen wurde, die Kirche aus Palojoensuu nach Hetta zu verlegen. 1907 wurde die erste Straßenverbindung nach Hetta fertiggestellt. Hetta wurde im Lapplandkrieg 1944 von deutschen Truppen weitgehend zerstört und nach dem Krieg wiederaufgebaut.

## Bilder

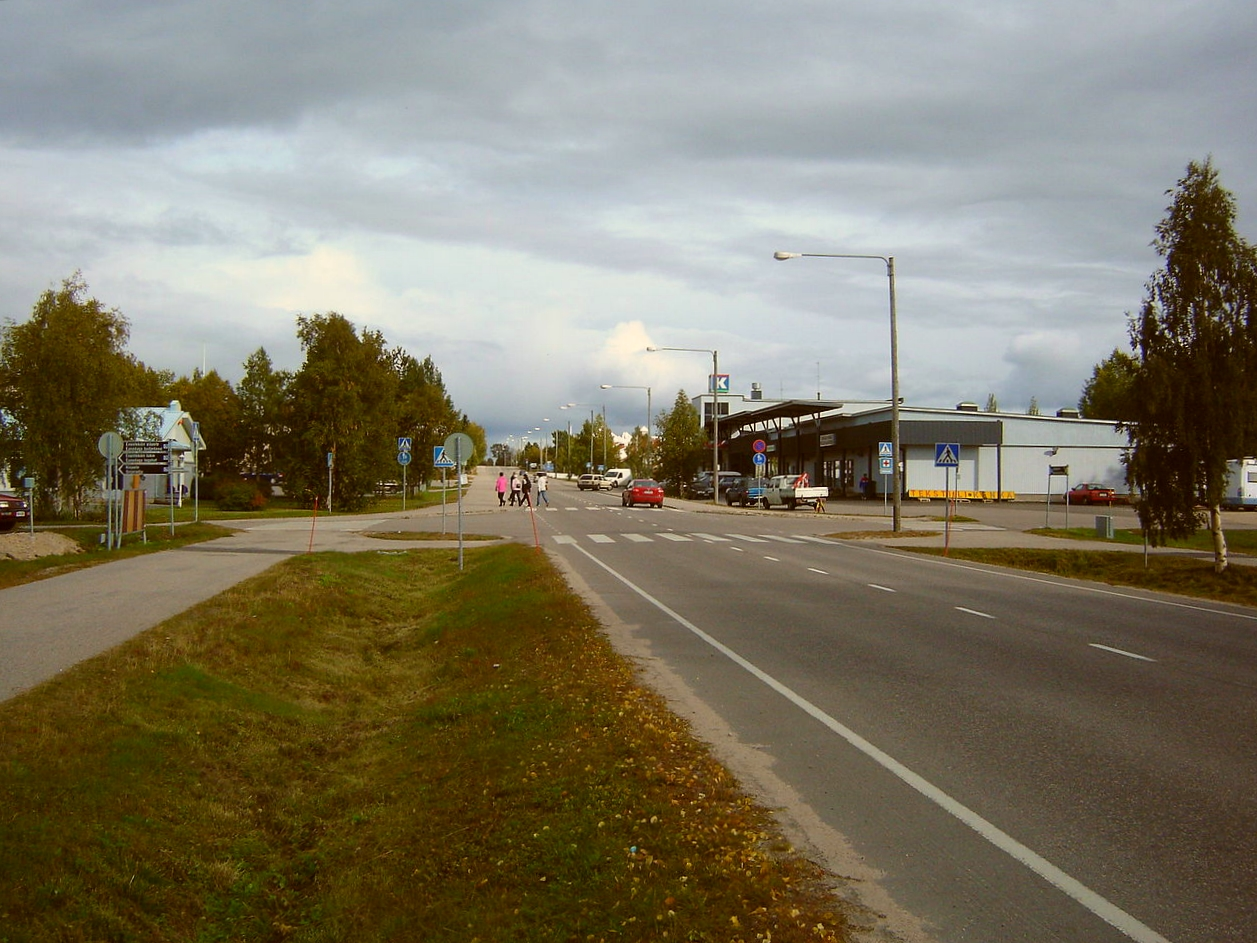
Die Hauptstraße von Hetta
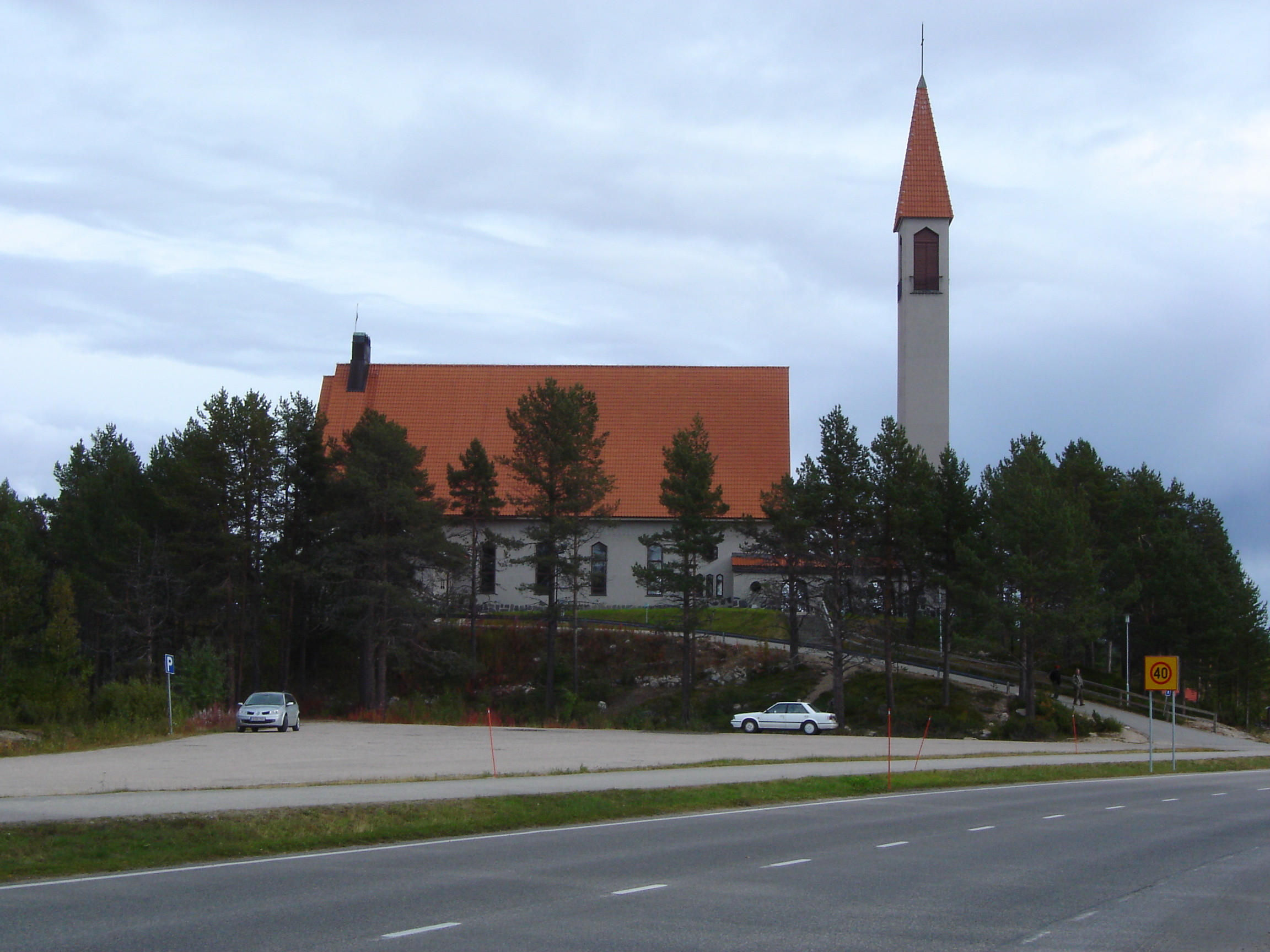
Die Kirche von Enontekiö